# Stallegger Tanne

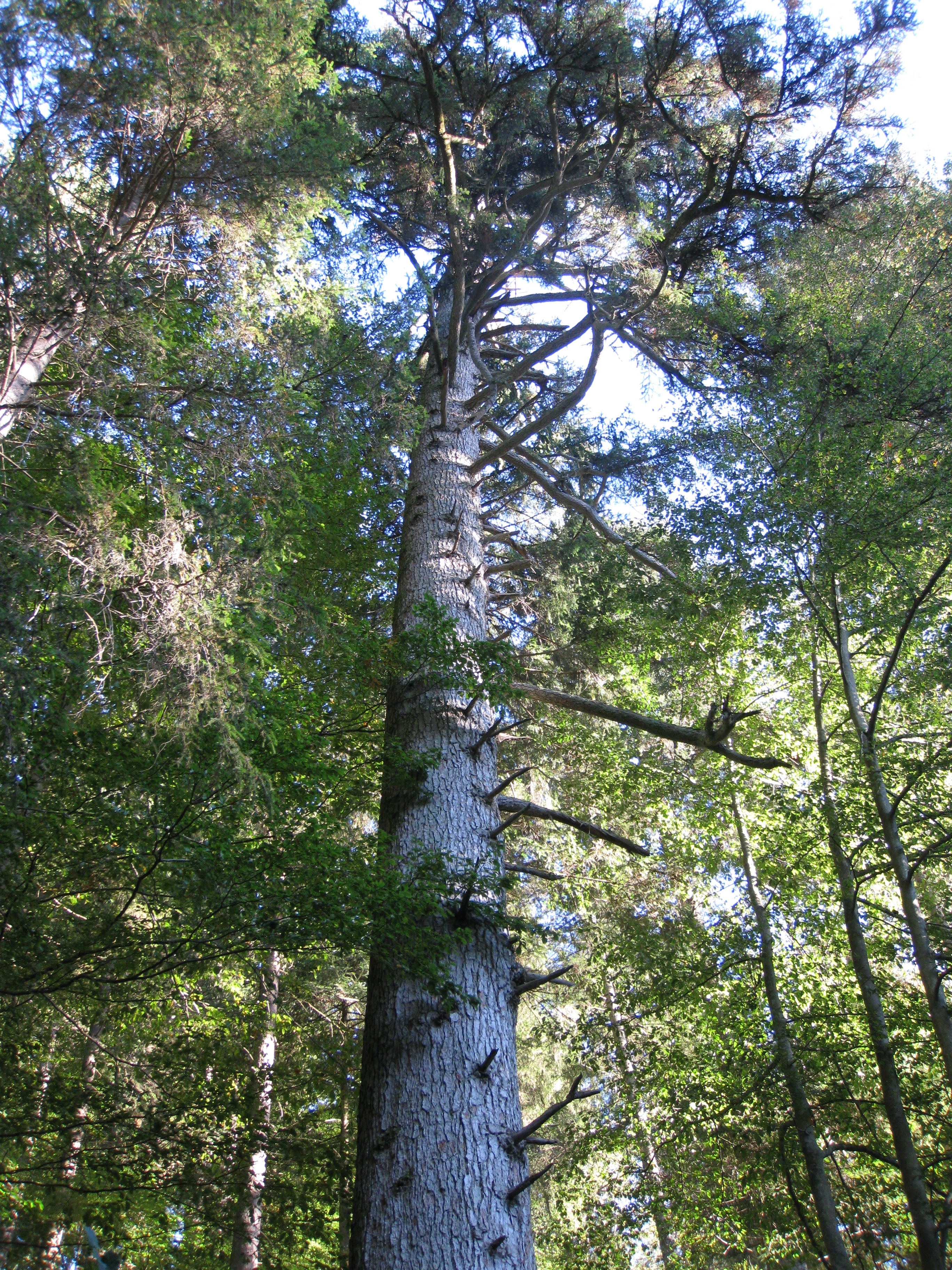
Stallegger Tanne (2016)

Die Stallegger Tanne war eine als „Geschütztes Naturdenkmal“ ausgewiesene Weiß-Tanne (Abies alba) im Löffinger Ortsteil Göschweiler. Sie stand auf der linken Flussseite in der Wutachschlucht, zwischen dem Kraftwerk Stallegg und der Stallegger Brücke, die alle nach der Burg Stallegg benannt sind.

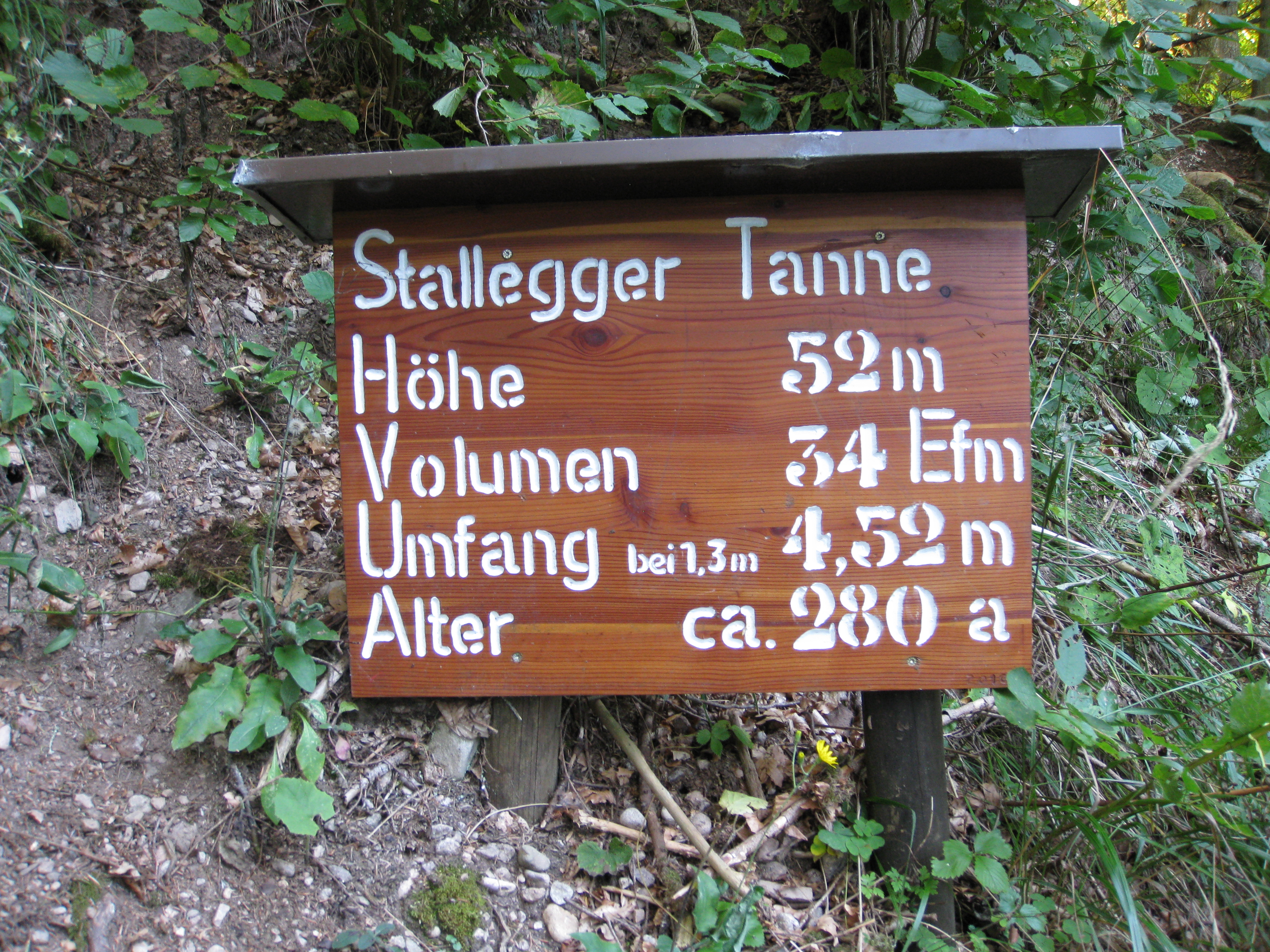
Tafel an der Stallegger Tanne

Die Tanne hatte eine Höhe von 52 m und einen Umfang von 4,52 m. Ihr Alter wurde um 1980 auf 250 Jahre geschätzt. Die Tanne wurde 2010 untersucht, dabei wurde festgestellt, dass der Stamm hohl war, aber noch weiter wuchs.
Am 13. August 2014 wurde die Krone in einer Länge von rund 20 m durch eine Sturmböe abgerissen, 2018 war die Stallegger Tanne abgestorben.
An Weihnachten 2023 fiel die Tanne von selbst, auf den angrenzenden Wanderweg, um.